# Exohydrologie
L'exohydrologie est l'étude des processus hydrologiques sur d'autres planètes que la Terre. C'est une discipline naissante. L'exohydrologie permet aux côtés de l'exoclimatologie de retracer l'histoire climatique des planètes. Les fluides peuvent être différents de l'eau, par exemple les hydrocarbures liquides sur Titan.
L'exohydrologie est liée à la recherche de vie extraterrestre. En effet, de nombreux scientifiques pensent que la présence de cycles de l'eau, souterrains ou de surface, est fortement corrélée à l'apparition de la vie.

## Mars
Les différentes missions d'exploration de Mars ont montré l'existence passée de cycles hydrologiques. C'est par ces observations que l'exohydrologie est née.